# 圣梅曼
圣梅曼（法語：Saint-Mesmin，法語發音：[sɛ̃ mɛmɛ̃]）是法国卢瓦尔河地区大区旺代省的一个市镇，属于丰特奈勒孔特区。

## 地理
圣梅曼（46°47'36"N, 0°44'3"W）面积26.28 平方千米，位于法国卢瓦尔河地区大区旺代省，该省份为法国西部沿海省份，北起大西洋卢瓦尔省和曼恩-卢瓦尔省，西临大西洋，南至滨海夏朗德省，东部及东南部与德塞夫勒省接壤。
与圣梅曼接壤的市镇（或旧市镇、城区）包括：瑟里宰、塞夫尔河畔圣安德烈、蒙图尔奈、普佐日、塞夫勒蒙。

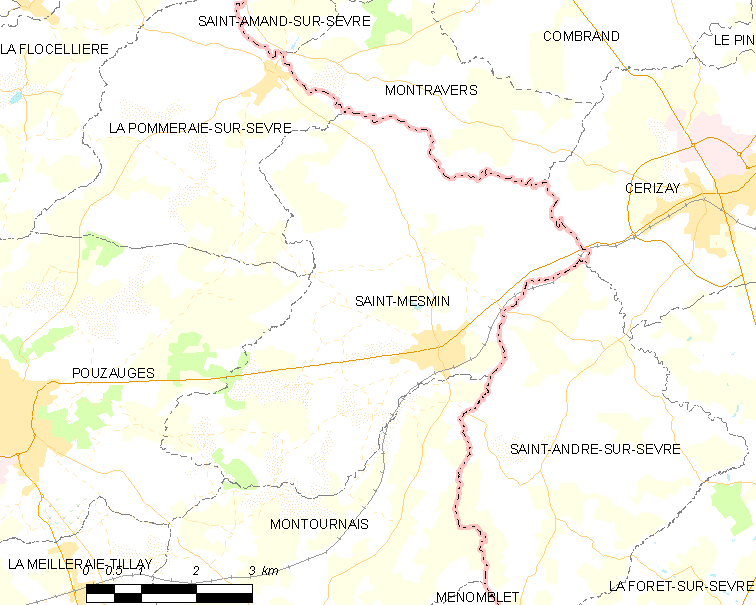
圣梅曼的OSM定位图

圣梅曼的时区为UTC+01:00、UTC+02:00（夏令时）。

## 行政
圣梅曼的邮政编码为85700，INSEE市镇编码为85254。

## 政治
圣梅曼所属的省级选区为莱塞比耶县。

## 人口

1962-2008年间圣梅曼人口变化图示

圣梅曼于2022年1月1日时的人口数量为1771人。